# Allomengea
Allomengea là một chi nhện trong họ Linyphiidae.

## Hình ảnh

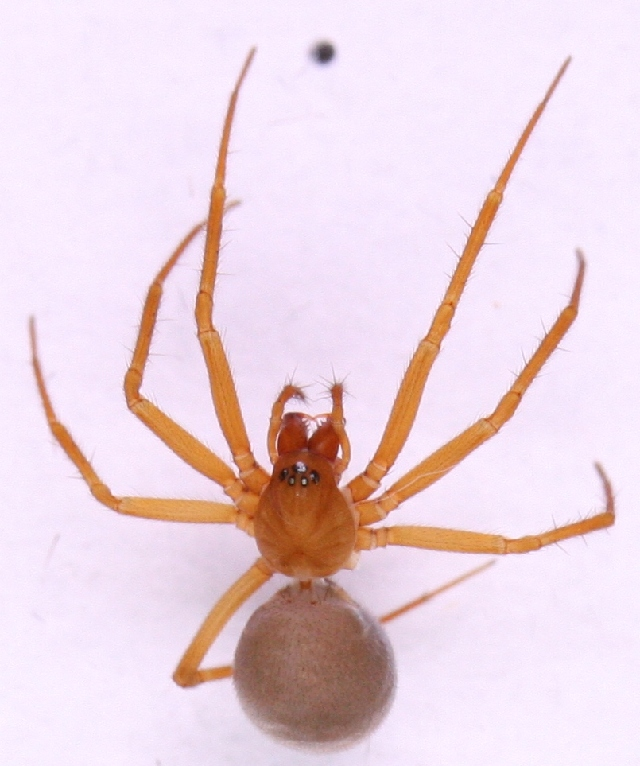